# Cathédrale de Mogadiscio
La Cathédrale de Mogadiscio est une cathédrale catholique située à Mogadiscio en Somalie. Elle est l’église cathédrale du diocèse de Mogadiscio. Gravement endommagée par des islamistes en 2008, le diocèse annonce en 2013 des plans de remise à neuf.

## Histoire
La cathédrale a été construite en 1928 par les autorités italiennes.
En 1989, l’évêque Mgr Pietro Salvatore Colombo y est tué par des assaillants armés alors qu’il célèbre la messe.
À partir de 1991, l'édifice subit les tirs des insurgés, et la toiture disparait. Il ne reste plus que le gros œuvre de la cathédrale, ce qui constitue l'infrastructure visible de l'extérieur. 
Fin 2008, une partie de l’infrastructure de la cathédrale a été détruite par des islamistes.
En 2012, l’intérieur de la cathédrale était occupé par des tentes de réfugiés, tandis que les activités commerçantes avaient abondamment repris à l’extérieur. Si l’édifice n’avait plus de toit, arcs et murs paraissaient avoir gardé toute leur solidité. La sérénité que pouvait procurer une cathédrale semblait y avoir subsisté.
En 2013, après une visite d’inspection du site, le diocèse de Mogadiscio a rendu public un plan de remise en conformité de l’édifice.